# Amt Boostedt-Rickling
Amt Boostedt-Rickling er et amt i det nordlige Tyskland, beliggende i den nordlige del af Kreis Segeberg. Kreis Segeberg ligger i delstaten Slesvig-Holsten. Administrationen er beliggende i byen Boostedt.

## Kommuner i amtet
| 1. Boostedt 2. Daldorf 3. Groß Kummerfeld | 1. Heidmühlen 2. Latendorf 3. Rickling |

## Historie
Amtet blev dannet som Amtsbezirk Rickling efter Slesvig-Holstens anneksion fra Preußen af kommunerne Rickling (med Daldorf) og Fehrenbötel.
Efter opløsningen af Amtsbezirkene blev Amt Rickling oprettet 1. juni 1948 af de to kommuner af det tidligere Amtsbezirk og kommunen Heidmühlen. Heidmühlen overgik dog allerede 1. december 1948 i det sammen med nabokommunen Großenaspe oprettede Amt Großenaspe. 1. april 1953 blev Daldorf – som tidligere, før 1937 – en selvstændig kommune. 1. januar 1970 blev Fehrenbötel efter eget ønske en del af Rickling.
1. april 1970 blev Amt Großenaspe nedlagt, og Heidmühlen kom igen tilbage til Amt Rickling. 1. januar 1971 blev Amt Boostedt nedlagt, og Boostedt blev en amtsfri kommune, og de tidligere kommuner i Amt Boostedt, Groß Kummerfeld og Latendorf kom under Amt Rickling.
1. januar 2008 indtrådte Boostedt i Amt Rickling, som derefter kaldtes Amt Boostedt-Rickling, og amtsforvaltningen blev flyttet til Boostedt.

## Eksterne kilder og henvisninger
- Amt Boostedt-Rickling